# Grigorij Zinovjev

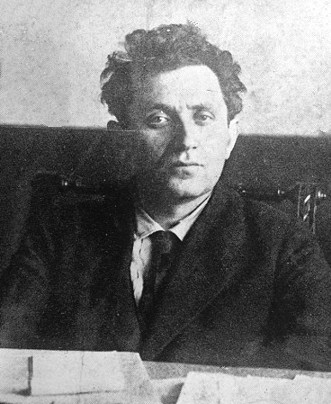
Grigorij Zinovjev år 1921.

Grigorij Jevsejevitj Zinovjev (ryska: Григо́рий Евсе́евич Зино́вьев), även känd som Ovsej-Gersjen Aaronovitj Radomyslskij, ursprungligen Hirsch Apfelbaum (Гирш Апфельбаум), född 23 september (11 september enligt gamla stilen) 1883 i Jelizavetgrad, Guvernementet Cherson, Nya Ryssland, Kejsardömet Ryssland i dagens Ukraina, död 25 augusti 1936 i Moskva, var en rysk kommunist och sovjetisk politiker. 

## Biografi
Tillsammans med Lenin, Kamenev och Trotskij var Zinovjev, som var av judisk börd, en av de främsta ledarna för bolsjevikpartiet. Efter oktoberrevolutionen 1917 innehade han flera höga politiska poster, bland annat var han ordförande för sovjeten i Petrograd och ordförande för Kommunistiska internationalen. (Komintern), medlem i centralkommittén och politbyrån. Efter Lenins död 1924 stödde Zinovjev, tillsammans med Kamenev, Stalin i maktkampen mot Trotskij. År 1926 började han istället stödja Trotskij, men då Trotskij utvisades ur Sovjetunionen 1927 gav Zinovjev politiskt efter för stalinismen. År 1936 avrättades han av GRU tillsammans med Kamenev genom nackskott i Lubjankafängelset, efter att under Moskvarättegångarna ha blivit dömd för att ha medverkat i konspiration mot Sovjetunionen.
Zinovjev var tillsammans med Lenin med på det plomberade tåg som Tyskland gav fri lejd och lät passera under första världskriget från Schweiz genom Tyskland och som via Sverige nådde ryska gränsen vid Haparanda våren 1917 (Finland var ett storfurstendöme inom Ryssland vid denna tid och inte en egen stat). Tsar Nikolaj II hade avsatts och ersatts av Kerenskij-ministären efter februarirevolutionen i mars 1917. Men Kerenskij vägrade, liksom tsaren, sluta fred med centralmakterna. Kejsar Vilhelm II hoppades att Lenin och hans kommunistiska följe skulle störta eller åtminstone störa Ryssland inifrån, vilket på så vis skulle gynna centralmakterna på östfronten. Detta lyckades Lenin och Zinovjev med över all (och all tysk) förväntan i och med oktoberrevolutionen. Det nya bolsjevikstyret valde också att sluta separatfred med Tyskland (och övriga centralmakter) i mars 1918 genom att skriva under freden i Brest-Litovsk. 
Zinovjevs historik över Rysslands kommunistiska parti, Die Geschichte der kommunistischen Partei Rußlands, brändes av nationalsocialisterna under de landsomfattande bokbålen i Tyskland 1933.